# Autovía A-13

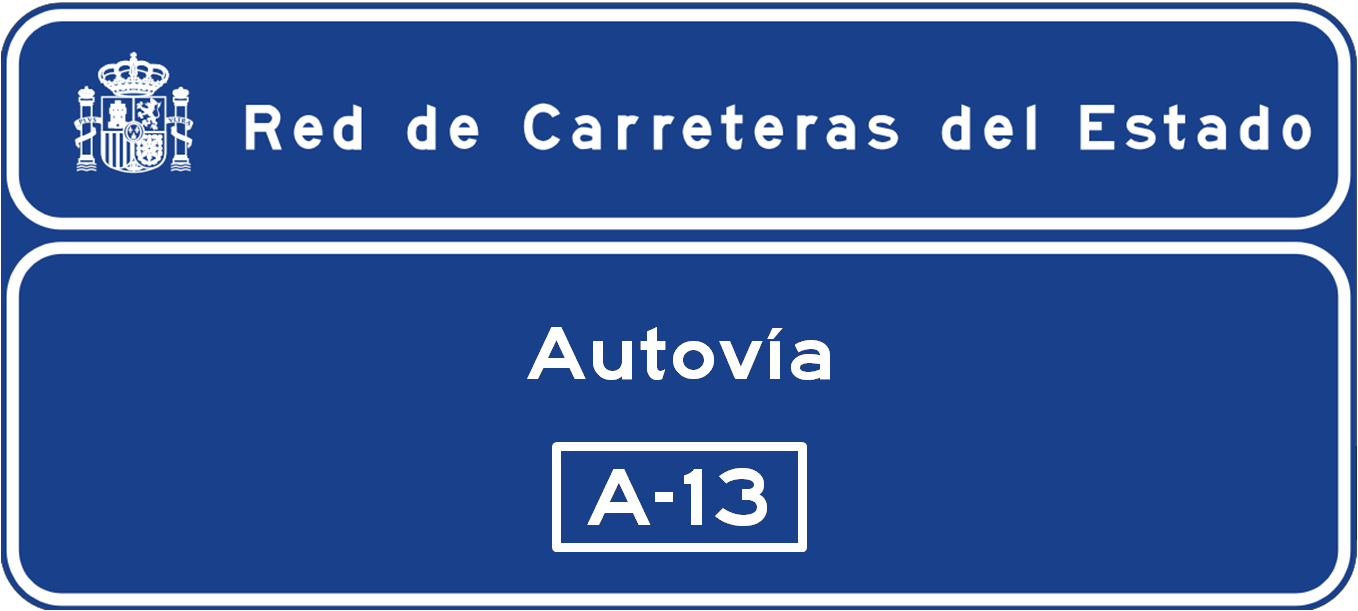
Señal de confirmación de la autovía A-13

La A-13 era un proyecto de autovía entre Logroño y Pamplona, para el que finalmente se adoptó la nomenclatura A-12, correspondiente a la autovía del Camino. Solo se llegó a construir un pequeño tramo de 5 kilómetros entre Logroño y el límite provincial de La Rioja con Navarra. Hace de ronda este de Logroño y discurre desde la LO-20 hasta la N-111.
Tiene dos salidas: en la intersección con la avenida de la Paz y en la intersección con la LR-131 que enlaza con la A-12.

## Tramos
| Denominación | Tramo | Kilómetros | Año servicio |
| ------------ | --- | ---------- | ------------ |
| A-13         | Circunvalación Sur de Logroño Tramo original: Nudo de la Estrella LO-20 - Avenida de La Paz (Logroño) Remodelación tramo y nuevo Nudo del Seminario                 | 0,9 0,9    | 1975 2002    |
| A-13         | Circunvalación Este de Logroño Tramo original: Avenida de La Paz (Logroño) - Límite Provincial La Rioja/Navarra Paso superior de Polígono industrial de Cantabria I | 3,6 -      | 1985 1994    |

## Salidas
| Número de Salida | Nombre de Salida                                              | Carretera que enlaza |
| ---------------- | ------------------------------------------------------------- | -------------------- |
|                  | Logroño (circunvalación)                                      | LO-20 E-804 AP-68    |
| 1                | Zaragoza- Hospital San Pedro Villamediana                     | LO-20 LR-250         |
| 2                | Zaragoza Logroño-Avenida de la Paz-Aeropuerto Agoncillo-Varea | LO-20                |
| 3                | Mendavia Pamplona                                             | A-12 LR-131          |
| 4                | Logroño-Laguardia-Oyón-Polígono industrial Cantabria (norte)  |                      |
|                  | Viana-Pamplona                                                | N-111                |